# مكاوت (النحيت)
مكاوت هو دُوَّار يقع بجماعة نيحيت، إقليم تارودانت، جهة سوس ماسة في المملكة المغربية. ينتمي الدوّار لمشيخة النحيت التي تضم 21 دوار. يقدر عدد سكانه بـ 164 نسمة حسب الإحصاء الرسمي للسكان والسكنى لسنة 2004.

## روابط خارجية
- البوابة الوطنية للجماعات الترابية نسخة محفوظة 12 مارس 2018 على موقع واي باك مشين.
- المندوبية السامية للتخطيط